# Payt
Payt is een Nederlands softwarebedrijf met hoofdkantoor in Groningen. De hoofdactiviteit is het aanbieden van een SaaS-platform voor debiteurenbeheer. Payt is in 2012 opgericht en is actief in Nederland, België, het Verenigd Koninkrijk, Ierland en Duitsland.

## Geschiedenis
Payt werd in 2012 opgericht door Sander Kamstra, Aziz Al-Harazi, Merijn Stapert, Rob Rustenburg en Jelger Gustafsson. Het bedrijf ontwikkelde aanvankelijk software voor incasso-automatisering. Later werd de dienstverlening uitgebreid naar het gehele traject van debiteurenbeheer, wat naast het versturen van herinneringen intensieve communicatie met debiteuren omvat. In 2015 werd het bedrijf uitgeroepen tot beste start-up van Groningen. In 2018 volgde een elfde plek in de Deloitte Fast 50, een lijst met de snelst groeiende technologiebedrijven van Nederland.
In juli 2024 ontving Payt een investering van € 55 miljoen van de Franse investeringsmaatschappij Partech. De investeringen waren bedoeld om verder uit te breiden in Europa en te investeren in kunstmatige intelligentie. Het bedrijf bediende in datzelfde jaar ongeveer 4.000 klanten in Nederland. Het zou daarmee marktleider zijn.
In 2025 had het bedrijf ongeveer 40 medewerkers.

## Shirtsponsor FC Groningen
Payt is geruime tijd als sponsor verbonden geweest aan FC Groningen. In 2017 volgde het Groningse bedrijf Essent op als hoofdsponsor. Daarmee was het logo van het bedrijf in het eredivisieseizoen 2017/18 en seizoen 2018/19 voor op het shirt van Groningen te zien. In het seizoen 2019/20 verhuisde Payt naar de achterkant van het shirt van Groningen. In 2022 kwam er een einde aan de sponsoring van de voetbalclub.